# Gold Record
| Совокупная оценка | Совокупная оценка |
| Источник          | Оценка            |
| ----------------- | ----------------- |
| Album of the Year | 81/100            |
| AnyDecentMusic?   | 8.0/10            |
| Metacritic        | 84/100            |
| Оценки критиков   |                   |
| Источник          | Оценка            |
| AllMusic          | [ 13 ]            |
| Exclaim!          | 8/10              |
| The Guardian      | [ 15 ]            |
| Loud and Quiet    | 6/10              |
| Mojo              | [ 17 ]            |
| NME               | [ 18 ]            |
| Pitchfork         | 8.0/10            |
| PopMatters        | [ 20 ]            |
| Record Collector  | [ 21 ]            |
| Uncut             | 8/10              |

Gold Record (с англ. — «Золотая запись») — студийный альбом американского музыканта Билла Каллахана, вышедший 4 сентября 2020 года на лейбле Drag City.
Это его седьмой студийный диск, вышедший под собственным именем, или 18-й в сумме с учётом альбомов, которые выходили под псевдонимом Smog.

## Об альбоме
Впервые о выходе Gold Record было объявлено 25 июня 2020 года. Также было объявлено, что, начиная с 29 июня 2020 года, новый сингл будет выпускаться каждую неделю до 4 сентября 2020 года. Каждый еженедельный выпуск сопровождался эскизом, нарисованным Каллаханом. Эскизы, которые менялись каждую неделю, были выполнены во время подготовки к туру Shepherd in a Sheepskin Vest.
Альбом, названный в честь золотого сертификата американской ассоциации RIAA (RIAA Gold), в основном состоит из некоторых старых и незаконченных песен Каллахана. Альбом включает в себя переработку «Let’s Move to the Country», вступительной песни со студийного альбома Каллахана 1999 года Knock Knock.
Gold Record, который был записан за одну неделю сопровождался аккомпанементом гитариста Мэтта Кинси (Matt Kinsey) и басиста Джейми Зурверзы (Jamie Zurverza).
Альбом получил положительные отзывы музыкальных критиков и интернет-изданий.
Он получил 84 из 100 баллов на интернет-агрегаторе Metacritic.

## Список композиций
Слова и музыка всех песен — Билл Каллахан.
| №                   | Название                    | Длительность |
| ------------------- | --------------------------- | ------------ |
| 1.                  | «Pigeons»                   | 5:25         |
| 2.                  | «Another Song»              | 3:15         |
| 3.                  | «35»                        | 4:03         |
| 4.                  | «Protest Song»              | 3:58         |
| 5.                  | «The Mackenzies»            | 5:03         |
| 6.                  | «Let's Move to the Country» | 3:19         |
| 7.                  | «Breakfast»                 | 2:48         |
| 8.                  | «Cowboy»                    | 4:35         |
| 9.                  | «Ry Cooder»                 | 3:51         |
| 10.                 | «As I Wander»               | 3:56         |
| Общая длительность: | Общая длительность:         | 40:17        |

## Чарты
| Чарт (2020)                       | Высшая позиция |
| --------------------------------- | -------------- |
| Шотландия (Scottish Albums Chart) | 19             |
| Швейцария (Schweizer Hitparade)   | 74             |
| Великобритания (UK Albums Chart)  | 94             |